# ماوكلان
ماوكلان (بالإنجليزية: Maoklane)‏ هي مدينة وبلدية جزائرية تقع شمال شرق الجمهورية الجزائرية الديمقراطية الشعبية بـ دائرة ماوكلان ، التابعة إداريا وإقليميا ولاية سطيف الجزائرية، تقع على بعد 56 كلم شمال غرب مدينة سطيف، وهي بلدية مساحتها حوالي: 88.10 كم²، وتعدادها السكاني حوالي: 15715 نسمة (إحصاء سنة 2008)، يمر بها الطريق الوطني رقم 75، والطريق الوطني رقم 103، يمارس سكانها الزراعة، تربية الماشية والدواجن، والصناعة والحرف التقليدية، كما ستشهد في المستقبل القريب مشاريع مناطق تجارية ومنشآت صناعية ستوفر الكثير من مناصب الشغل.. كما ستشهد مشاريع عمرانية كبيرة للقضاء على مشكلة السكن...

## حقائق سريعة
- ماوكلان بلدية جزائرية تابعة إقليمياً وإدارياً إلى دائرة ماوكلان التابعة إلى ولاية سطيف الجزائرية.
- تقع بلدية ماوكلان شمال شرق الجزائر، وفي الشمال الغربي لولاية سطيف، شمال غرب مركز الولاية وعاصمتها مدينة سطيف الجزائرية في الجهة الشرقية من إقليم الهضاب العليا، وفي الإقليم الشمال الشرقي الجزائري.
- تقع بلدية ماوكلان على دائرة عرض: 36.4083602 وخط طول: 5.0673074، وفي الموقع الفلكي 36° 23′ 50″ شمالاً، 5° 04′ 31″ شرقاً.
- يمر بـ بلدية ماوكلان الطريق الوطني رقم 75 ، والطريق الوطني رقم 103.
- يوجد بـ بلدية ماوكلان شبكة من الطرق البلدية والتي تربط جميع الأماكن الحضرية، والتجمعات السكانية بـ البلدية ببعضها البعض.
- يبعد مركز ولاية سطيف مدينة سطيف عن بلدية ماوكلان بـ 56 كلم.

## نبذة عن المنطقة
توجد بلدية ماوكلان بـ دائرة ماوكلان والتي تقع شمال غرب ولاية سطيف، تابعة إداريا وإقليميا إلى ولاية سطيف الجزائرية، وتتموقع شمال شرق مركز الولاية وعاصمتها مدينة سطيف، وتبعد عنها بـ حوالي 56 كلم، تمتاز بكثرة الأراضي الزراعية وقلة المنشآت العمرانية، ولكن في المستقل القريب ستشهد مشاريع عمرانية كبيرة، كما ستشهد مشاريع مناطق تجارية، ومنشآت صماعية ستوفر الكثير من مناصب الشغل... شهدت المنطقة في فترة الإسنعمار الكثير من الظلم، حيث كانت في الحقبة الاستعمارية تحوي معسكراً للقوات الاحتلال الفرنسية، ومركزا للتعذيب...

## التركيبة السكانية
ككل المناطق والبلديات الجزائرية يحتل الشباب النسبة الأكبر من عدد سكان بلدية ماوكلان.

## التركيبة العرقية
غالبية سكان بلدية ماوكلان من الأمازيغ القبائل أو ما يعرفون بـ زواوة...

## اللغة
يتكلم سكان بلدية ماوكلان اللغة الأمازيغية يلهجتها القبائلية، واللهجة العربية الجزائرية الشرقية، كما يجيدون اللغة العربية الفصحى.

## الدين
سكان بلدية ماوكلان هم من المسلمين. يتبع أغلبهم المنهج المالكي في الفقه.

## الديموغرافيا
غالبية سكان بلدية ماوكلان من العرب والأمازيغ، يشكلون مزيجا متناغما بين الثقافتين، منذ الفترة الاستعمارية، شعبها مسالم ومعروف بالكرم والجود.

## القانون
يطبق في بلدية ماوكلان قوانين ولاية سطيف، وقوانين الجمهورية الجزائرية الديمقراطية الشعبية.

## الاقتصاد
تتميز بلدية ماوكلان بتنوع الأنشطة الاقتصادية فيها، كالفلاحية منها وبجميع أنواعها من الزراعة، وتربية المواشي، والدواجن، كما تعرف المنطقة نشاطاً مميزا في مجال الصناعات التقليدية.

### الفلاحة
تعرف بلدية ماوكلان نشاطات فلاحية متنوعة، كالزراعة وتربية الماشية، والدواجن، وتربية النحل..

#### الزراعة
تتميز بلدية ماوكلان بكثافة وتنوع النشاط الزراعي بها..

#### تربية المواشي
تعرف بلدية ماوكلان بتربية المواشي، بمختلف أنواعها، من أبقار، وماعزٍ، وضأن.

#### تربية الدواجن
تعرف بلدية ماوكلان ، بكثرة مؤسسات تربية، الدواجن وبجميع أنواعها.

#### تربية النحل وإنتاج العسل
تعرف بلدية ماوكلان نشاطاً متميزاً في مجال تربية النحل وإنتاج العسل الحر الطبيعي، وتعرف بجودة ووفرة هذا المنتوج...

### الصناعة التقلليدية والحرف
تتميز بلدية ماوكلان بكثرة النشاط في مجال الصناعية التقليدية..

### التجارة
تعرف بلدية ماوكلان مؤخرا نشاطات تجارية مختلفة...

## جغرافيا
توجد بلدية بوطالب شمال شرق البلاد (الجزائر)، ضمن الإقليم الشمالي الشرقي الجزائري، وفي إقليم الهضاب العليا، في الجهة الشرقية من الإقليم، وبالضبط في عاصمة الهضاب العليا (ولاية سطيف)، في الجهة الشمالية الغربية من الولاية، شمال غرب بلدية سطيف، على دائرة عرض: 36.4012018 وخط طول: 5.0266856

### الموقع
* الموقع الجغرافي:
ماوكلان Maoklane
- الإحداثيات: 36°23′50″N 5°04′31″E / 36.39722°N 5.07528°E

36° 23′ 50″ شمالاً، 5° 04′ 31″ شرقاً
- دائرة عرض: 36.3980282
- خط طول: 5.0489241

### الطبوغرافيا
تقع بلدية ماوكلان شمال شرق الجزائر، شمال غرب ولاية سطيف، على دائرة عرض: 36.3980282 وخط طول: 5.0489241، وفي الموقع الفلكي: 36° 23′ 50″ شمالاً، 5° 04′ 31″ شرقاً، بـ إقليم الهضاب العليا، في الجهة الشرقية منه، وضمن الإقليم الشمال الشرقي الجزائري، تكثر بها التجمعات السكانية، والأماكن الحيوية، وتتمركز في كل أماكن قطر المنطقة، وسطاً، وشمالاً وجنوباً، وشرقاً، وغرباً...

## المناخ
- مناخ ماوكلان متوسطي (أقاليم مناخية: Csa)

* الطقس: ماوكلان
تتميز بلدية ماوكلان بشتاء بارد وممطر، كما تعرف المنطقة هطول ثلوج كثيفة لأيام عديدة من فصل الشتاء، وبداية فصل الربيع «كالعديد من المناطق الداخلية الجزائرية»، أما فصل الصيف فهو حار نسبيا وجاف.
| البيانات المناخية لـبلدية ماوكلان                                                                          | البيانات المناخية لـبلدية ماوكلان | البيانات المناخية لـبلدية ماوكلان | البيانات المناخية لـبلدية ماوكلان | البيانات المناخية لـبلدية ماوكلان | البيانات المناخية لـبلدية ماوكلان | البيانات المناخية لـبلدية ماوكلان | البيانات المناخية لـبلدية ماوكلان | البيانات المناخية لـبلدية ماوكلان | البيانات المناخية لـبلدية ماوكلان | البيانات المناخية لـبلدية ماوكلان | البيانات المناخية لـبلدية ماوكلان | البيانات المناخية لـبلدية ماوكلان | البيانات المناخية لـبلدية ماوكلان |
| الشهر | يناير                             | فبراير                            | مارس                              | أبريل                             | مايو                              | يونيو                             | يوليو                             | أغسطس                             | سبتمبر                            | أكتوبر                            | نوفمبر                            | ديسمبر                            | المعدل السنوي                     |
| --- | --------------------------------- | --------------------------------- | --------------------------------- | --------------------------------- | --------------------------------- | --------------------------------- | --------------------------------- | --------------------------------- | --------------------------------- | --------------------------------- | --------------------------------- | --------------------------------- | --------------------------------- |
| الدرجة القصوى °م (°ف)                                                                                      | 19.3 (66.7)                       | 21.0 (69.8)                       | 24.1 (75.4)                       | 28.3 (82.9)                       | 32.0 (89.6)                       | 31.6 (88.9)                       | 33.5 (92.3)                       | 38.0 (100.4)                      | 35.2 (95.4)                       | 32.0 (89.6)                       | 23.0 (73.4)                       | 20.7 (69.3)                       | 38.0 (100.4)                      |
| متوسط درجة الحرارة الكبرى °م (°ف)                                                                          | 8.5 (47.3)                        | 9.0 (48.2)                        | 10.9 (51.6)                       | 11.2 (52.2)                       | 12.1 (53.8)                       | 18.6 (65.5)                       | 24.0 (75.2)                       | 30.7 (87.3)                       | 22.1 (71.8)                       | 15.2 (59.4)                       | 10.6 (51.1)                       | 7.3 (45.1)                        | 15.0 (59.0)                       |
| المتوسط اليومي °م (°ف)                                                                                     | 6.1 (43.0)                        | 7.1 (44.8)                        | 8.6 (47.5)                        | 9.4 (48.9)                        | 12.6 (54.7)                       | 17.5 (63.5)                       | 20.2 (68.4)                       | 18.2 (64.8)                       | 16.4 (61.5)                       | 11.4 (52.5)                       | 10.4 (50.7)                       | 8.9 (48.0)                        | 12.2 (54.0)                       |
| متوسط درجة الحرارة الصغرى °م (°ف)                                                                          | 3.6 (38.5)                        | 2.1 (35.8)                        | 2.2 (36.0)                        | 3.5 (38.3)                        | 8.0 (46.4)                        | 9.3 (48.7)                        | 12.3 (54.1)                       | 15.6 (60.1)                       | 10.7 (51.3)                       | 9.5 (49.1)                        | 6.1 (43.0)                        | 3.4 (38.1)                        | 7.2 (45.0)                        |
| أدنى درجة حرارة °م (°ف)                                                                                    | −6.0 (21.2)                       | −7.6 (18.3)                       | −4.0 (24.8)                       | −2.2 (28.0)                       | 1.0 (33.8)                        | 4.0 (39.2)                        | 6.7 (44.1)                        | 9.0 (48.2)                        | 7.0 (44.6)                        | 2.0 (35.6)                        | −4.0 (24.8)                       | −5.0 (23.0)                       | −7.6 (18.3)                       |
| الهطول مم (إنش)                                                                                            | 58.6 (2.31)                       | 52.3 (2.06)                       | 54.8 (2.16)                       | 45.2 (1.78)                       | 35.5 (1.40)                       | 16.9 (0.67)                       | 7.9 (0.31)                        | 10.2 (0.40)                       | 24.4 (0.96)                       | 26.4 (1.04)                       | 30.5 (1.20)                       | 60.1 (2.37)                       | 422.8 (16.66)                     |
| متوسط الأيام الممطرة (≥ 1 mm)                                                                              | 9                                 | 7                                 | 6                                 | 7                                 | 10                                | 5                                 | 8                                 | 9                                 | 16                                | 14                                | 18                                | 22                                | 131                               |
| متوسط الأيام المثلجة (≥ 1 cm)                                                                              | 22                                | 18                                | 19                                | 16                                | 0                                 | 0                                 | 0                                 | 0                                 | 1                                 | 4                                 | 8                                 | 10                                | 98                                |
| متوسط الرطوبة النسبية (%)                                                                                  | 67.9                              | 55.3                              | 60.1                              | 60.6                              | 54.0                              | 43.8                              | 34.8                              | 40.9                              | 52.9                              | 54.3                              | 63.8                              | 67.7                              | 54.7                              |
| المصدر #1: الإدارة الوطنية للمحيطات والغلاف الجوي (فترة : 1961–1990)                                       |                                   |                                   |                                   |                                   |                                   |                                   |                                   |                                   |                                   |                                   |                                   |                                   |                                   |
| المصدر #2: climatebase.ru (الدرجات القصوى، الرطوبة) المصدر الثالث : Climate Zone (الأيام الممطرة والمثلجة) |                                   |                                   |                                   |                                   |                                   |                                   |                                   |                                   |                                   |                                   |                                   |                                   |                                   |

## مواضيع ذات صلة

### وصلات داخلية
- ولاية سطيف
- دائرة ماوكلان

## وصلات خارجية
- موقع ولاية سطيف
- مدونة التربية والتعليم (موقع مديرية التربية لولاية سطيف)
- مديرية التجارة لولاية سطيف
- إذاعة سطيف (البث الحي)
- موقع وزارة الداخلية والجماعات المحلية والتهيئة العمرانية الجزائرية
- موقع وزارة السكن والعمران والمدينة الجزائرية
- موقع وزارة البيئة والطاقات المتجددة الجزائرية
- موقع وزارة الفلاحة والتنمية الرفيفية والصيد البحري الجزائرية
- موقع وزارة التجارة الجزائرية
- موقع وزارة الصناعة والمناجم الجزائرية
- موقع وزارة السياحة والصناعة التقليدية الجزائرية
- موقع وزارة الصحة، السكان و اصلاح المستشفيات الجزائرية
- موقع وزارة العمل، التشغيل و الضمان الاجتماعي الجزائرية
- موقع وزارة العدل الجزائرية
- موقع وزارة المالية الجزائرية
- موقع وزارة الطاقة الجزائرية
- موقع وزارة الشؤون الدينية و الاوقاف الجزائرية
- موقع وزارة التربية الوطنية الجزائرية
- موقع وزارة التعليم العالي و البحث العلمي الجزائرية
- موقع وزارة التكوين و التعليم المهنيين الجزائرية
- موقع وزارة الثقافة الجزائرية
- موقع وزارة البريد والاتصالات السلكية واللاسلكية والتكنولوجيات والرقمنة الجزائرية
- موقع وزارة الشباب و الرياضة الجزائرية
- موقع وزارة التضامن الوطني، الاسرة و قضايا المرأة الجزائرية
- موقع وزارة الاتصال الجزائرية
- موقع وزارة الاشغال العمومية والنقل الجزائرية
- موقع وزارة الموارد المائية الجزائرية

- الموقع الرسمي لمديرية التخطيط والتهيئة العمرانية لولاية سطيف
- La Compagnie genevoise des colonies suisses de Sétif الشركة الجنيفية للمستعمرات السويسرية
- سطيف انفو - عربي، فرنسي
- السطايفي - سطيف الجزائر - فرنسي
- سطيف نت - عربي، فرنسي، أمازيغي
- سطيف - فرنسي